# Papasidero
Papasidero är en ort och kommun i provinsen Cosenza i regionen Kalabrien i Italien. Kommunen hade 671 invånare (2018).